# Hespe
Hespe település Németországban, azon belül Alsó-Szászország tartományban. Lakosainak száma 2051 fő (2023. december 31.). Hespe Stadthagen és Meerbeck községekkel határos.

## Népesség
A település népességének változása:
| Lakosok száma | 2052 | 2060 | 2057 | 2062 | 2060 | 2051 |
|               | 2016 | 2017 | 2019 | 2021 | 2022 | 2023 |